# Тибетска азбука
Тибетската азбука е азбука, създадена около 650 г., и се използва за писане на тибетски, дзонгкха, сикимски, ладакхски и понякога балти. Има индийски корени.